# 宏都阿里山公司
宏都阿里山公司（こうとありさん-こうし）は台湾嘉義市に位置する運輸業及び観光、レジャー、ホテル、飲食店等のサービス業を営んでいた企業である。嘉義市のデベロッパーである宏都建設股份有限公司によって設立された。

## 歴史
- 1984年4月30日 宏都建設股份有限公司が設立された。[2]
- 2006年2月17日 宏都阿里山国際開発股份有限公司が設立された。
- 2006年6月19日 宏都阿里山公司は「阿里山森林鉄道及び阿里山森林遊楽区に対する民間による投資と経営参与のBOT案」に参与し取得した。
- 2008年3月20日 宏都建設が宏都阿里山に対して13億元の資金を保証[3]
- 2008年6月19日 2年の準備期間が終わり、林務局より正式に阿里山森林鉄道の営運を手中にした。[4]
- 2010年3月22日 阿里山森林鉄道に関する契約が解除され、同線は林務局の管理下に戻る。[5]
- 2013年6月28日 嘉義地方法院による判決で、北門駅のホテル所有権を林務局に返還するよう命令[6]。
- 2021年7月29日 台湾高等法院台南分院で林務局との和解が成立。北門駅のホテルを林務局が買い取ることで合意[7]。
- 2022年5月10日 宏都阿里山公司は解散。

## 鉄道事業
- 阿里山森林鉄道の運行及び営業を行っていたが、現在は林務局に返還。

## サービス業
- 阿里山線北門駅構内でホテル及び多目的ビル建設、運営を行なっていたが、2010年に契約を解除され、ホテルは閉館。